# ريج هيرست
ريج هيرست (بالإنجليزية: Reginald Hurst)‏ هو سياسي أسترالي، ولد في 6 يونيو 1917، وتوفي في 31 مارس 1973. حزبياً، نشط في حزب العمال الأسترالي (فرع جنوب أستراليا) ‏. وقد انتخب Speaker of the South Australian House of Assembly ‏ (14 يوليو 1970 – 31 مارس 1973) وفي Semaphore state by-election, 1964 ‏، انتخب عضو مجلس النواب جنوب أستراليا من الجمعية عن دائرة Electoral district of Semaphore ‏ وقد انضم خلال فترته النيابية (3 أكتوبر 1964 – 31 مارس 1973) للكتلة البرلمانية حزب العمال الأسترالي (فرع جنوب أستراليا) ‏.